# Кательницкий, Иван Иванович
Иван Иванович Кательницкий (1946 — 4 июля 2021) — специалист в области сосудистой хирургии. Доктор медицинских наук, профессор. Заслуженный врач Российской Федерации. Заведующий кафедрой хирургии № 1 Ростовского медицинского университета. Член правления Всероссийского общества ангиологов и сосудистых хирургов и член исполкома ассоциации флебологов России.

## Биография
Иван Иванович Кательницкий родился в 1946 году. В 1971 году окончил Ростовский медицинский институт (ныне Ростовский государственный медицинский университет). По окончании института работал хирургом в больнице скорой помощи. В студенческие годы занимался в студенческом научном кружке при кафедре госпитальной хирургии, где работал в экспериментальной операционной трансплантологии, занимался операциями на сосудах, пересадкой печени, почек. В 1973 году Иван Иванович Кательницкий был приглашён для продолжения учёбы на кафедре госпитальной хирургии профессором Петром Петровичем Коваленко, ставшим впоследствии его наставником и научным руководителем. Под руководством профессора Иван Иванович защитил кандидатскую диссертация, связанную с вопросами консервирования и трансплантации кровеносных сосудов. Продолжил работать в отделении сосудистой хирургии. Долгое время является заведующим кафедрой хирургии Ростовского медицинского университета.
С 1991 года одновременно с научной работой и хирургической деятельностью занимался преподаванием в медицинском университете.
В 1995 году Иван Иванович Кательницкий защитил докторскую диссертацию на тему: «Хирургическое лечение атеросклеротических поражений брюшной аорты, подвздошных и почечных артерий». Получил учёную степень доктора медицинских наук и звание профессора.
Скончался 4 июля 2021 года от заболевания COVID-19.

## Научная деятельность
Область научных интересов: реконструктивно-восстановительные операции на органах брюшной полости, лёгких, сосудах, пищеводе.
Иван Иванович Кательницкий имел 2 патента на изобретения, является автором около 380 научных работ. Под научным руководством профессора Кательницкого И. И. в разное время было подготовлено и защищено 10 кандидатских диссертаций.

### Труды
- Обоснование адекватного объёма диагностических методов и хирургических пособий у больных с синдромом диабетической стопы / И. И. Кательницкий, А. М. Трандофилов  // Ангиология и сосудистая хирургия. 2012. Том 18, N 2. С. 150—154
- Влияние вида и объёма восстановления кровотока на отдалённые результаты оперативного лечения пациентов с облитирующим атеросклерозом при критической ишемии нижних конечностей / И. И. Кательницкий, Иг. И. Кательницкий // Новости хирургии : рецензируемый научно-практический журнал. 2014. Том 22, N 1. С. 68-74
- Хирургическое лечение атеросклеротических поражений брюшной аорты, подвздошных и почечных артерий : автореферат дисс. доктора медицинских наук : 14.00.27, 14.00.44 / Ростовский гос. мед. университет. Москва, 1998. 32 с.